# Paleolític mitjà
El Paleolític mitjà és la segona subdivisió del Paleolític, que abraça entre els anys 350.000 i 33.000 aC. amb diferències de cites considerables entre regions. El Paleolític mitjà va ser succeït per la subdivisió del Paleolític Superior que va començar fa entre 50.000 i 40.000 anys.
Les eines trobades són més complexes que les del Paleolític inferior, ja que parteixen d'un nòdul al qual se li dona forma i poden ser compostes, és a dir, combinades amb mànecs de fusta, per exemple. Es troben evidències d'enterrament dels morts.
La vegetació és sovint de tipus tundra amb pocs arbres (menys d'un 10% segons les anàlisis del pol·len). Comencen a trobar-se proves de conservació del menjar, fumant-lo i assecant la carn.
Del Paleolític mitjà és la mandíbula trobada a Banyoles (Girona) que correspon a un home de Neandertal clàssic. Així mateix, la mandíbula que els dos investigadors de la UB, en Joan Daura i na Montserrat Sanz, van recuperar de l'arxiu municipal de Sitges i que procedeix de la Cova del Gegant de Sitges. De la mateixa època és un húmer neandertalià i alguns queixals trobats al País Basc. Les primeres mostres d'art rupestre corresponen a la fi d'aquesta època.

## Visió lineal
Inicialment el Paleolític mitjà va ser definit per l'existència de l'homo neanderthalensis, espècie de la qual se suposava era a la línia evolutiva del gènere Homo cap al Homo sapiens. La realitat, però, ha resultat més complexa i, d'acord amb les dades actuals, H. neanderthalensis no va antecedir a H. sapiens, sinó que va ser una espècie d'origen europeu que durant 150 000 anys va tenir una existència paral·lela a l'H.sapiens, originari de Àfrica i contemporani seu. S'ha trobat a la vall del riu Omo, a sud d'Etiòpia, un fòssil d'Homo sapiens, Omo I, que data de fa 195 000 anys. A més, s'ha demostrat que a l'Àsia oriental l'Homo erectus va sobreviure a una àrea extensa mentre les altres dues espècies es dispersaven pel planeta, La fossa i Línia de Wallace resultaren un límit gairebé infranquejable cap a Australàsia, sent superades inicialment per formes modernes d'Homo erectus, de les quals va derivar una quarta espècie, Homo floresiensis descobert a l'illa de Flores, amb una adaptació especialitzada als boscos.
No hi va haver doncs un procés lineal evolutiu i la visió inicial del Paleolític mitjà va resultar ser bàsicament europea, verificable solament en aquelles àrees on Homo sapiens va reemplaçar H. neanderthalensis tardà, és a dir a Europa i a l'oest d'Àsia fins a l'Iran i Uzbekistan, però no en la resta de continent asiàtic i encara menys en les regions d'Àfrica on va sorgir H. sapiens.

## Transició

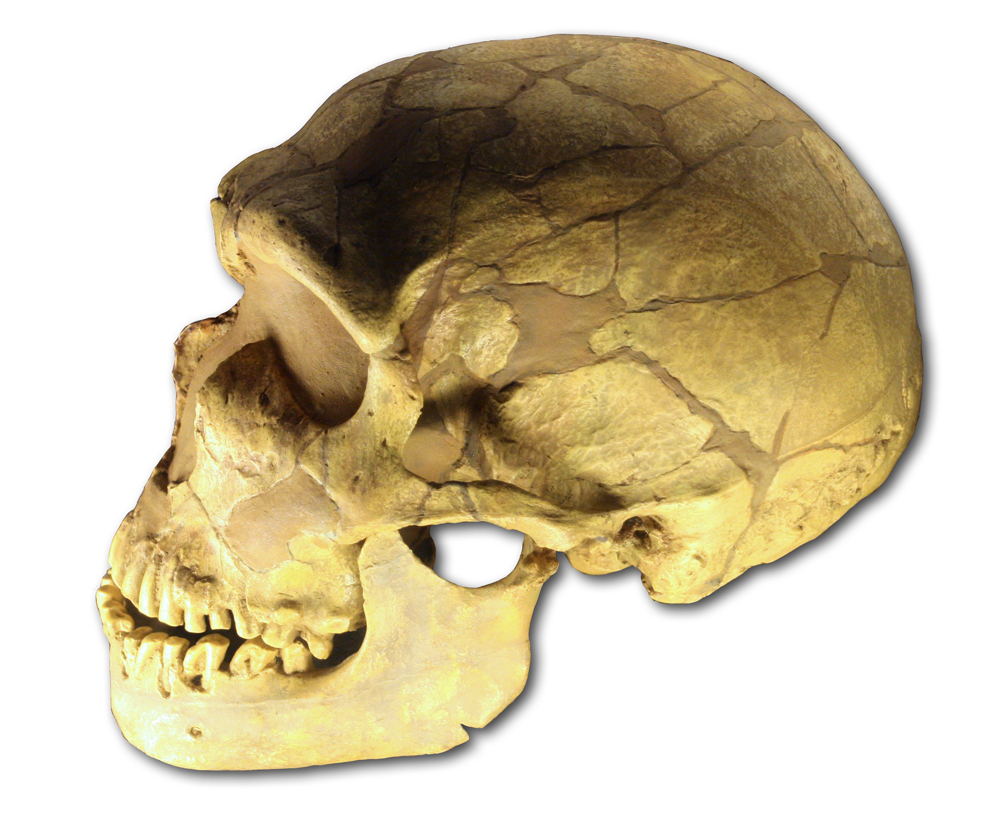
Reconstrucció del crani d'un homo neanderthalensis de la cova de La Ferrassie, França.

El canvi cultural característic del Paleolític mitjà va coincidir amb l'aparició i expansió d'una nova espècie, l'homo neanderthalensis, descendent de l'Homo heidelbergensis. Aquest últim homini va dominar l'escenari europeu des de fa almenys 500.000 anys i fins fa uns 150.000. Els estris associats amb els fòssils de l'H heidelbergensis consisteixen bàsicament en "pedres de tallar" i algunes eines com puntes i raspadors de fusta, os i astes, sent els iniciadors d'aquesta tècnica. El bifaç, també anomenat destral de mà, formava part del seu equipament tecnològic: de grans dimensions, està tallat per ambdues cares i la seva utilitat era molt diversa, servint tant per adobar pells com per treballar la fusta. Sembla que s'organitzarien en petits grups amb una certa cohesió social, ja que es coneixen mandíbules totalment desdentades, el que indicaria que l'individu, després de perdre la seva dentadura, va seguir vivint i menjant gràcies a l'ajuda dels seus congèneres. No hi ha dubtes sobre les seves capacitats cinegètiques, ja que s'han trobat llances de fusta de 400.000 anys d'antiguitat a Schöningen associades a aquesta espècie i a diversos mamífers caçats. També s'ha detectat una conducta diferencial a l'hora de tractar els cadàvers, com ho prova el jaciment de la Sima dels ossos, interpretat com un acte funerari conscient i ritualitzat realitzat fa uns 300.000 anys.
A l'Àfrica s'evidencia un canvi en el treball de les eines datades fa uns 600.000 anys: són menys gruixudes, més simètriques i més ben polides, pel que fa a les anteriors de característiques acheulianes. Aquests canvis coincidirien amb la datació de fa 630.000 anys estimada per a l'espècimen fòssil trobat a Bodo. Actualment es discuteix si aquest individu africà pertanyeria a l'H. heidelbergensis o si seria diferent i es tractaria d'un Homo rhodesiensis, mena de la qual s'han trobat altres restes en una dotzena de llocs d'Àfrica, cobrint el període entre els 630.000 i 160.000 anys.